# Чу (династия)
Чу (кит. 楚) — династия с 209 по  202 год до н. э., основанная поначалу на месте царства Чу, захваченного Цинь Шихуаном около 25 лет до этого. Время правления династии Чу занимает переходный период после смерти Цинь Шихуана до установления династии Хань. Этот период называется также Противостоянием Чу и Хань (кит. упр. 楚汉战争, пиньинь chǔhànzhànzhēng, палл. чухань-чжаньчжэн) и считается смутным временем многостороннего военного конфликта.

## Чэнь Шэн,У Гуани восстание против Цинь
После смерти императора Цинь Шихуана по всему Китаю вспыхнули волнения и восстания населения недавно завоеванных царств. Одно из первых восстаний вспыхнуло в 209 до н. э. на территории бывшего царства Чу которое возглавили разорившиеся земледельцы Чэнь Шэн, объявивший себя ваном, и У Гуан. 

### Начало восстания
Чэнь Шэн в чине капитана циньской армии и У Гуан были отправлены с 900 человек из числа беднейшего населения на северные границы для отбывания воинской повинности. Дорога была очень трудна, к тому же пошли дожди и начались наводнения и партия не смогла прибыть к месту назначения в указанный срок. По армейским законам империи Цинь невыполнение приказов каралось смертной казнью вне зависимости от уважительных причин. Так как они все вместе, как начальники, так и солдаты, все равно уже были обречены на смерть, Чэнь Шэн уговорил своих товарищей бежать. Они убили начальника партии и подняли восстание, которое быстро распространилось на большую территорию.

### Боевые действия
Чэнь и У объявили, что их якобы поддерживают Фусу (старший сын Цинь Шихуана, вынужденный незадолго до того совершить самоубийство) и Сян Янь (знаменитый генерал царства Чу): это утверждение было не более чем идеологическим приемом для привлечения врагов династии, поскольку и тот и другой на самом деле были мертвы. В знак непокорности повстанцы объявили о возрождении Чу, бывшего врага царства Цинь. Повстанцы захватывали города и целые области, убивали чиновников. Зимой  208 года до н.э. наиболее сильный отряд армии Чэнь Шэна подступил к Сяньяну. Хотя правительственным войскам удалось отстоять столицу, в городе поднялась паника, положение для династии становилось всё более угрожающим.

### СмертьЧэнь ШэиУ Гуана
Циньский правитель для подавления восстания послал генерала Чжан Ханя, который  успешно провёл бои против повстанцев. Армия Чэнь Шэна вскоре была разбита, а сам он погиб. Ещё до его смерти по клеветническому доносу повстанцы казнили У Гуана. Но это не означало подавления всего антициньского движения, которое только разгоралось: на место каждого погибшего повстанца вставали несколько других, а вместо убитых Чэнь Шэ и У Гуана появились множество других вождей и полководцев. По сути империя Цинь оказалась перед лицом всеобщего восстания народов всех шести недавно завоеванных царств - Янь, Чжао, Ци, Чу, Хань и Вэй. Признав факт потери империи, новый циньский правитель Цзыин по совету Чжао Гао принял титул "ван"(царь) вместо "хуанди"(император).

## ГенералСян Ляни провозглашение императоромХуай-вана
Руководство взял на себя генерал Сян Лян, который по совету Фань Цзэна поставил царём обедневшего наследника дома Чу, дав ему титул Хуай-вана. При этом Хуай-ван не обладал никакой реальной властью, которая вся принадлежала Сян Ляну и впоследствии его преемнику Сян Юю. В 208 году до н. э. Сян Лян потерпел поражение от Чжан Ханя и погиб. Тогда власть захватил его племянник, генерал Сян Юй, который встал во главе движения владетельных князей.

## Сян ЮйиЛю Бан

### ВосстаниеЛю Бана
Лю Бан (будущий ханьский император Гао Цзу), бывший староста небольшой деревеньки, поднял восстания в Цзянсу через два месяца после начала восстания Чэнь Шэна и У Гуана. Лю Бан скрылся с оставшимися силами в близлежащих горах. Сразу же к нему стало присоединяться окрестное население, и движение приняло значительные размеры. Вскоре Лю Бан, не рассчитывая на свои силы, соединился с наиболее сильными из армии, возглавляемых аристократией. Среди них был и Сян Юй. Лю Бан сумел завоевать и расположение народных масс и симпатии военачальников из аристократии. Везде, где Лю Бан, уже ставший Пэй-гуном, проходил со своей армией, он объявлял об освобождении от налогов и повинностей, об отмене циньских законов и освобождении осуждённых в рабство, что привлекало к нему широкие народные массы. Вместе с тем Лю Бан всячески старался подчеркнуть своё уважение к представителям аристократии.

### Ликвидация династииЦинь

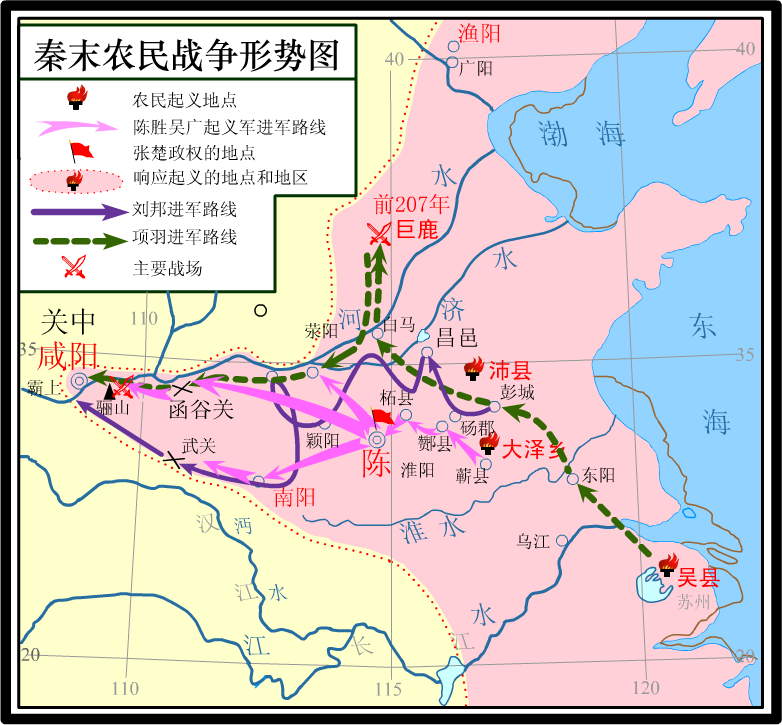
Движение восстания против Цинь вплоть до занятия столицы (Сяньян)
Розовые стрелки - восстание Чэнь Шэ и У Гуана
Зелёный пунктир - движение армии Сян Юя, тёмно-синяя линия - движение армии Лю Бана

Сян Юй (項羽) смог нанести циньским войскам тяжёлые поражения. В конце 207 до н. э. будущий ханьский император Гао-цзу (по имени Лю Бан, тогда Пэй-гун), союзник Сян Юя, занял циньскую столицу Сяньян, но не решился утвердиться и через месяц впустил в Сяньян Сян Юя, который в январе 206 до н. э. уничтожил и разграбил весь город, казнив последнего циньского императора, вырезав весь его род, разрушив и разграбив гробницу Цинь Шихуана.

### Принятие верховной власти
Утвердившись во власти, Сян Юй присвоил себе титул вана-гегемона, а Хуай-вану присвоил титул "Справедливого императора" (И-ди), однако вскоре его умертвил и стал править самолично. Он назначил ванами несколько десятков военачальников и аристократов.

### Структура Китая при Сян Юе
Хуай-ван обещал тому, кто займёт циньские земли, отдать их во владение. Пэй-гун (будущий ханьский император Гао-цзу), обещав жизнь осаждённым городам и сохранения должностей чиновникам, сравнительно легко занял столицу, но опасаясь Сян Юя, отошёл, дав ему возможность повторно войти в Сяньян. После того, как Сян Юй вошёл в Сяньян и уничтожил город, он даровал титул ванов 18 военачальникам и установил следующую структуру империи (т.н. 18 уделов 十八国):

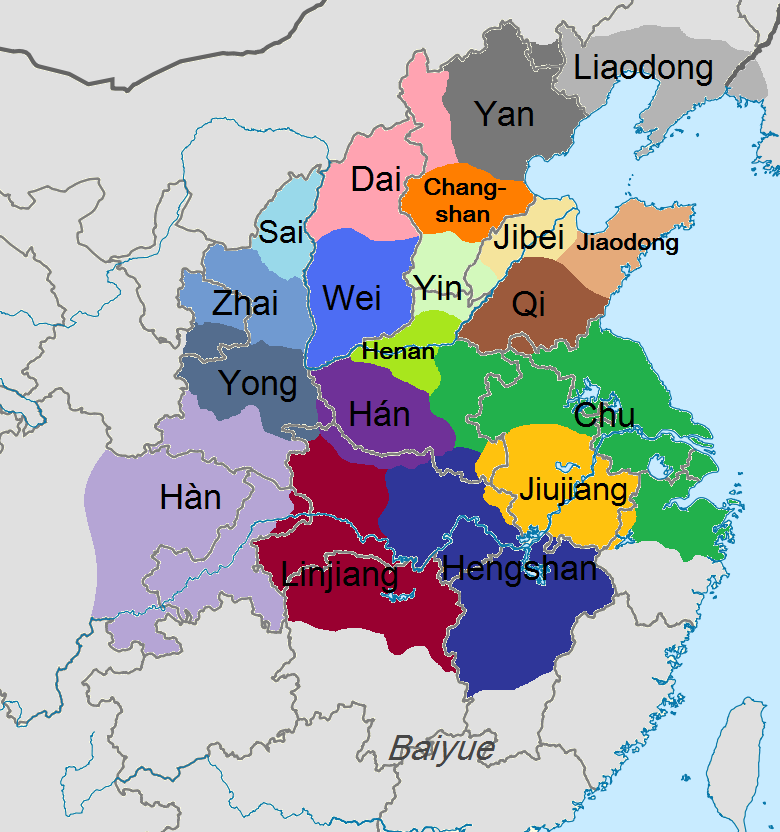
Примерное расположение 18 уделов при Сян Юе.

1. Западное Чу (西楚), удел, который Сян Юй взял себе — на территории провинций Цзянсу, северной части Аньхой, северной части Чжэцзян, и северной части Хэнань
2. Хань (漢/汉), правитель — Лю Бан — провинции Сычуань, Чунцин и юг Шэньси
3. Юн (雍), правитель — Чжан Хань, циньский полководец, который сдался восставшим, центральная провинция Шэньси
4. Сай (塞), правитель — советник Чжан Ханя Сыма Синь (司馬欣), северо-восток провинции Шэньси
5. Чжай (翟), правитель — помощник Чжан Ханя Дун И (董翳), север провинции Шэньси
6. Западная Вэй (西魏), правитель — Вэй Бао (魏豹), наследный принц царства Вэй, юг провинции Шаньси
7. Хэнань (河南), правитель Шэн Ян (申陽), помощник Чжан Эра, один из премьер-министров царства Чжао, на северо-западе провинции Хэнань
8. Хань (韓) (пишется другим иероглифом, чем династия Хань), правитель Хань Чэн (韓成), наследный принц царства Хань, территория юга провинции Хэнань
9. Инь (殷), правитель Сыма Цюн (司馬邛), генерал из царства Чжао, территория севера провинции Хэнань и юга провинции Хэбэй
10. Дай (代), правитель Чжао Се (趙歇), наследный принц царства Чжао, территория северной провинции Шаньси и северо-западной провинции Хэбэй
11. Чаншань (常山), правитель Чжан Эр (張耳), один из премьер-министров царства Чжао, занимает центральный Хэбэй
12. Цзюцзян (九江), правитель Ин Бу (英布), чуский генерал из приближённых Сян Юя, занимает южную и центральную часть провинции Аньхой
13. Хэншань (衡山), правитель У Жуй (吳芮), бывший циньский чиновник из племён Юэ, занимает восток провинций Хубэй и Цзянси
14. Линьцзян (臨江), правитель Гун Ао (共敖), чуский генерал под командованием принца Синя, занимает западную часть провинции Хубэй и север провинции Хунань
15. Ляодун (遼東), правитель Хань Гуан (韓廣), наследный принц государства Янь, территория на юге провинции Ляонин
16. Янь (燕), правитель Цзан Ту (臧荼), генерал царства Янь, подчинённый Хань Гуана, занимает север провинции Хэбэй, территорию современных городов Пекин и Тяньцзинь.
17. Цзяодун (膠東), правитель Тянь Фу (田巿), наследный принц царства Ци, территория на востоке провинции Шаньдун
18. Ци (齊), правитель Тянь Ду (田都), генерал царства Ци, подчинённый Тянь Фу, территория западной и центральной провинций Шаньдун
19. Цзибэй (濟北), правитель Тянь Ань (田安), руководитель повстанцев в царстве Ци, территория севера провинции Шаньдун

Княжества Юн, Сай и Чжай получили название "три Цинь", так как они находились на бывшей территории царства Цинь до объединения страны.
Княжества Ци, Цзяодун и Цзибэй получили название "три Ци", так как они находились на бывшей территории царства Ци.

### Междоусобная война
Новоявленные ваны, недовольные назначениями, затеяли междоусобную войну, которая в дальнейшем переросла в противостояние между Гао-цзу и Сян Юем.
Разделение территорий произошло так, что многим ванам достались земли, удалённые от их угодий, некоторым вообще не досталось территории, некоторые царства были разбиты на несколько частей.
Особое недовольство высказал правитель Ци Тянь Жун, территория которого была разделена между тремя ванами, ему же не досталось никакого удела. Он поднял восстание и сверг всех троих, заняв все "три Ци" и взяв управление царством в свои руки. В дальнейшем вокруг Ци разгорелась яростная борьба, и за несколько лет циский трон несколько раз передавался из рук в руки.
Будущий ханьский император Гао Цзу (Лю Бан) немедленно отнял территории трёх Цинь и казнил циньских генералов, и также вступил в войну против Сян Юя.
Другие князья также подняли бунт, и возник сложный многосторонний конфликт. Сян Юю пришлось воевать на два основных фронта - против Лю Бана на западе и царства Ци на востоке. Будучи талантливым полководцем, он одержал много побед, но пока он переходил на другой фронт, его противники за это время снова собирали войска и вновь начинали военные действия.

### Война против Гао-цзу и поражение
Решающей в противостоянии Сян Юя и Лю Бана была битва под Гайся в 203 до н. э., где Сян Юй потерпел поражение. В 202 до н. э. Сян Юй, почувствовав, что не сможет взять ситуацию под контроль, бежал и был схвачен войсками Гао-цзу, который стал единовластным правителем новой династии Хань, объединившей Китай. Династия Чу была ликвидирована.